# Egino V. (Urach)

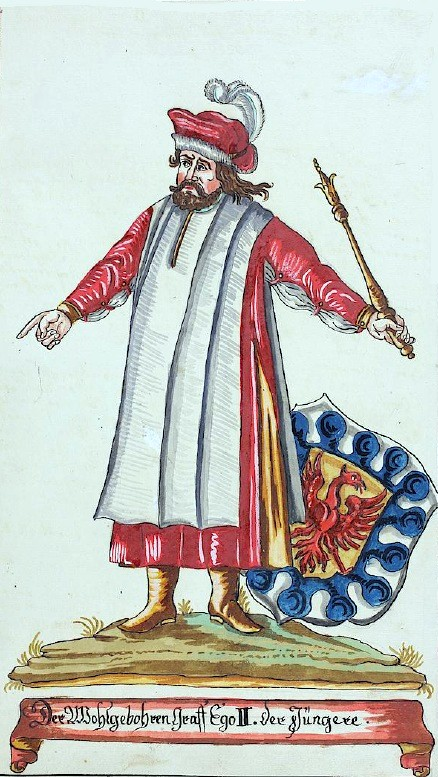
Graf Egino V. von Urach führte als Graf Egino I. von Freiburg statt des Uracher Löwen den roten Adler der Zähringer in seinem Wappen

Egino V. (* um 1185; † 1236/37) war Graf von Urach, Sohn des Grafen Egino IV. (~1160–1230) und der Agnes von Zähringen.

## Leben
Nach dem Aussterben der Zähringer 1218 trat Egino IV. von Urach, verheiratet mit der Schwester Bertolds V., Agnes, den rechtsrheinischen Teil des Erbes an, während die zähringischen Besitzungen in der Schweiz und Burgund an seinen Schwager Ulrich von Kyburg fielen. Da schaltete sich der Stauferkönig Friedrich II ein und schmälerte die Uracher und Kyburger Erbansprüche, indem er die Reichslehen der Zähringer einzog. Neben Zürich, Rheinfelden, Bern, Breisach, Neuenburg, Solothurn, Freiburg im Üchtland und Villingen fiel auch die Stammburg Zähringen an das Reich zurück. Der zähringische Herzogtitel fiel nicht an die Grafen von Urach und so nannte sich Egino V. nach dem Tode seines Vaters Egino IV. im Jahre 1230 Egino I. (1230–1236) Graf von Freiburg.

### Kampf um das Zähringer Erbe
Einig mit seinem Sohn Egino dem Jüngeren (Egino V., ab 1218 Mitregent mit dem Titel Herr der Veste Freiburg), ließ Egino IV. sich dies nicht gefallen. „Es kam zum Kampfe zwischen dem König und Egino, worin es sich namentlich auch um die Stadt Freiburg handelte.“ Vater und Sohn gelang es, sich in den Auseinandersetzungen um das Zähringererbe durchzusetzen. Zwar erlosch 1218 das zähringische Herzogtum und mit ihm der Herzogstitel, auch fiel der ehemals zähringische Südschwarzwald weitgehend an die Staufer, die auch im mittleren Schwarzwald entlang der Kinzigtalstraße (Ortenau, St. Georgen, Villingen) vertreten waren, doch erreichte Egino V. gegen den übermächtigen staufischen König am 18. September 1219 in Hagenau eine friedliche Übereinkunft, die gegen eine (weitgehend nicht beglichene) Entschädigung von 25.000 Mark einige der Uracher Ansprüche beiderseits des Schwarzwaldes bestätigte und weitere Ansprüche des Grafen zumindest nicht ausschloss.
Unterstützt von seinem Bruder, dem Kardinalbischof Konrad von Urach († 1227), gelang Egino 1226 eine Einigung mit König Heinrich (VII.) (1224) und Kaiser Friedrich, dem die Anerkennung der Uracher Vogtei über St. Peter im Schwarzwald durch das ehemalige zähringische Hauskloster folgte (1226).
Die Burg Zindelstein (bei Wolterdingen) war für die Uracher Mittelpunkt für die Ausdehnung ihres Territoriums in den Schwarzwald hinein, so dass eine Verbindung vom Breisgau über St. Peter in die Baar entstand.

### Vorläufer einer Freiburger Verfassung: Der Stadtrodel von 1218
Der Herrschaftswechsel zu den Urachern machte die Freiburger Bürger misstrauisch, und so schrieben sie vorsichtshalber die ihnen unter den Zähringern gewährten Rechte in einer Verfassungsurkunde auf, dem Stadtrodel von 1218. Unter anderem war darin das Bürgerrecht an einen Grundbesitz innerhalb der Stadtmauern gebunden. Nach dem ursprünglichen Marktrecht von 1120 bildeten 24 Kaufleute den Rat der Stadt.
Nicht der Graf bestimmte die Geschicke der Stadt, sondern die adeligen „24 Rathmannen mögen über Wein, Brot, Fleisch und anderes Satzungen machen, je nachdem es ihnen dünket, der Stadt nützlich zu sein. Und welche hierauf schwören und es etwa nicht halten, die haben die Ehre verloren, und ihre Güter werden ausgerufen werden“. Die Vierundzwanziger wählten auch den Schultheißen, „der umb eigen, erbe und geldschulde, umb unzucht, mörde und bluotenden slag, umb Diebe und frevel und umb alle anderen sachen, wie geneant sind richtet“.

### Teilung des Zähringer Erbes

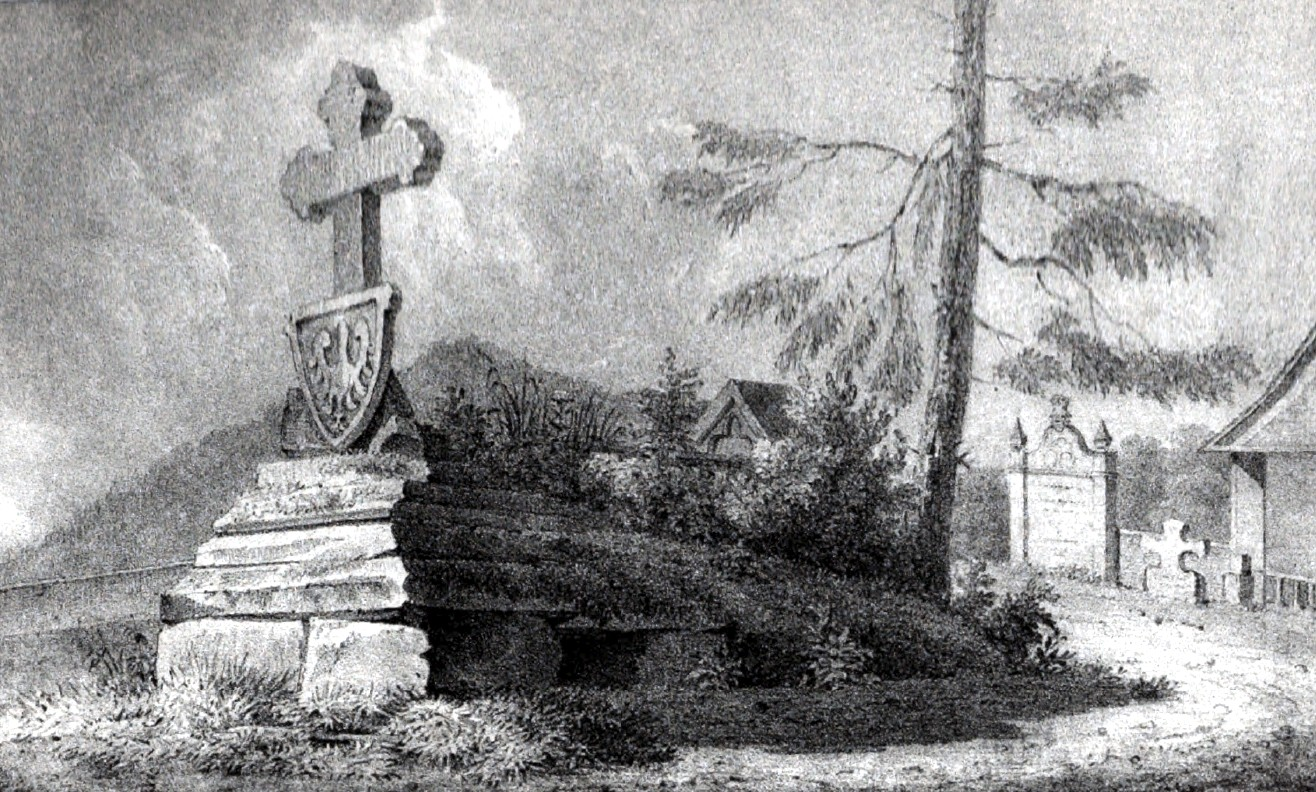
Grabmal Eginos I. von Freiburg im Kloster Tennenbach

Trotz seines misslungenem Eingreifens in der Pfirter Fehde (1227/1228) und seiner Nähe zu König Heinrich (VII.) hatte sich der Graf von Urach und Freiburg bei Heinrichs Sturz (1235) politisch behauptet. Obgleich Egino mit den Silberschürfrechten über ein solides Einkommen verfügt hatte, war seine Herrschaft, als er 1236/1237 starb, hoffnungslos überschuldet. So verpfändete seine Witwe Adelheid, als Vormund für ihre Söhne, die Stammburg Urach. Egino wurde in einem Obstgarten des Klosters Tennenbach beigesetzt.
Als Eginos Sohn Konrad sich das Erbe mit seinem jüngsten Bruder Heinrich teilte, wurde Egino V., „der Erbe der Zähringer“, auch Ahnherr des Hauses Fürstenberg. Heinrich erhielt als Graf von Fürstenberg die Herrschaft auf dem Schwarzwald und in der Baar. Der zweite Sohn Eginos I., Gebhardt, ging dagegen als Päpstlicher Kaplan und Pfarrrektor in Freiburg leer aus.
Für die Herren von Freiburg erwies sich die Erbteilung als verhängnisvoll, denn auf lange Sicht waren Breisgau und Ortenau als wirtschaftliche Basis allein zu klein, um den steigenden Geldbedarf der Grafen zu decken. Auch die Fürstenberger Linie war ständig in Geldnot. So verkaufte Heinrich 1254/1265 die Burg Urach und Teile der Achalm an Württemberg und den Besitz bei Balingen an die Zollern.

## Nachkommen
Egino war mit Adelheid von Neuffen († 1248), der Tochter des Grafen Heinrich I. Graf von Neuffen und der Adelheid von Winnenden, verheiratet. Mit ihr hatte er mehrere Kinder.
- Adelheid ⚭ 1239 Gottfried I. von Habsburg-Laufenburg († 1271)
- NN ⚭ Simon II. Graf von Geroldseck († vor 1294)
- Gebhard († um 1262; ab 1248 päpstlicher Kaplan und Domherr von Straßburg und Konstanz)
- Gottfried († nach 1275; Pfarrer zu Villingen und Balingen)
- Berthold Graf von Urach († vor 1241)
- Konrad I. (* 1226; † 1271 gefallen) – 2. Graf von Freiburg
- Heinrich I. Graf von Fürstenberg († 1284)
- Kunigunde († vor 1249) ⚭ Otto I. Graf von Eberstein (1172–1279)

### Ältere Literatur
- Heinrich Büttner: Egino von Urach-Freiburg, der Erbe der Zähringer, Ahnherr des Hauses Fürstenberg (= Veröffentlichungen aus dem Fürstlich Fürstenbergischen Archiv. H. 6). Morg-Verlag, Donaueschingen 1939 PDF auf thz-historia.de - Zugriff am 18. Februar 2013
- Sigmund von Riezler: Geschichte des fürstlichen Hauses Fürstenberg und seiner Ahnen bis zum Jahr 1509. Schmidt, Neustadt/Aisch 1999, ISBN 3-89557-082-6 (unveränderter Nachdr. d. Ausg. Tübingen 1883).
- Heinrich Hansjakob: Die Grafen von Freiburg i. B. im Kampfe mit ihrer Stadt oder wie kam die Stadt Freiburg i. Br. an das Haus Österreich. Edo Verlag, Freiburg/B. 2006, ISBN 3-86028-097-X (unveränderter Nachdr. d. Ausg. Zürich 1867).
- Julius Kindler von Knobloch: Oberbadisches Geschlechterbuch. Heidelberg 1894, Band 1, S. 388–389 online mit Stammbaum der Grafen von Freiburg
- Anna Kempf: Die Grablege des Grafen Egino d. J. von Urach-Freiburg. Eine quellenmäßige Untersuchung. In: Freiburger Diözesan-Archiv. Bd. 70, 1950, S. 57–75.
- Aloys Schulte: Das Grabmal des Grafen Egino V. von Freiburg und Urach. In: Zeitschrift für die Geschichte des Oberrheins. Band 42, 1888, S. 379–381.

| Vorgänger                                                  | Amt                         | Nachfolger |
| ---------------------------------------------------------- | --------------------------- | ---------- |
| Titel bisher nicht verwendet; Egino IV. als Graf von Urach | Graf von Freiburg 1230–1236 | Konrad I.  |

| Personendaten    | Personendaten  |
| ---------------- | -------------- |
| NAME             | Egino V.       |
| KURZBESCHREIBUNG | Graf von Urach |
| GEBURTSDATUM     | um 1185        |
| STERBEDATUM      | 1236 oder 1237 |